# 참조 국부성
참조 국부성(locality of reference 또는 principle of locality)은 컴퓨터 과학에서 프로세서가 짧은 시간 동안 동일한 메모리 위치 세트에 반복적으로 액세스하는 경향이다. 참조 국부성에는 시간적 지역성과 공간적 지역성의 두 가지 기본 유형이 있다. 시간적 지역성은 상대적으로 짧은 시간 내에 특정 데이터 및 자원을 재사용하는 것을 의미한다. 공간적 집약성(데이터 집약성이라고도 함)은 비교적 가까운 저장 위치 내에서 데이터 요소를 사용하는 것을 의미한다. 공간적 지역성의 특별한 경우인 순차 지역성은 1차원 배열의 요소를 순회하는 것과 같이 데이터 요소가 선형으로 배열되고 액세스될 때 발생한다.
지역성은 컴퓨터 시스템에서 발생하는 예측 가능한 동작 유형이다. 강력한 참조 국부성을 나타내는 시스템은 캐싱, 메모리 프리페치, 프로세서 코어의 고급 분기 예측기와 같은 기술을 사용하여 성능을 최적화할 수 있는 훌륭한 후보이다.

## 같이 보기
- 단편화
- 휴리스틱 이론